# ルアン・ガルシア・テイシェイラ
ルアン（Luan）またはルアン・ガルシア（Luan Garcia）ことルアン・ガルシア・テイシェイラ（ポルトガル語: Luan Garcia Teixeira、1993年5月10日 - ）は、ブラジルのサッカー選手。ポジションはDF。

## クラブ歴
CRヴァスコ・ダ・ガマの下部組織出身で2012年にトップチームデビューを果たした。
2017年にSEパルメイラスに移籍。

## 代表歴
ブラジルU-20代表として出場経験がある。U-23代表としてはリオデジャネイロオリンピックのメンバーとして同大会のメンバーに選ばれたが出場はしなかった。

## タイトル

### クラブ
ヴァスコ・ダ・ガマ
- カンピオナート・カリオカ: 2015, 2016

パルメイラス
- カンピオナート・ブラジレイロ・セリエA: 2018, 2022, 2023
- カンピオナート・パウリスタ: 2020, 2022, 2023, 2024
- コパ・ド・ブラジル: 2020
- コパ・リベルタドーレス: 2020, 2021
- レコパ・スダメリカーナ: 2022
- スーペルコパ・ド・ブラジル: 2023

### 代表
- オリンピック: 2016

### 個人
- カンピオナート・カリオカベストイレブン: 2016[1]